# Zagrad (gmina Nikšić)
Zagrad (cyr. Заград) – wieś w Czarnogórze, w gminie Nikšić. W 2011 roku liczyła 360 mieszkańców.